# Abbaye de Reichenau
L’abbaye de Reichenau est un monastère d’Allemagne, dans le Land du Bade-Wurtemberg, se trouvant sur l’île homonyme, située sur l'Untersee, partie inférieure du lac de Constance.
L'abbaye principale est à Mittelzell (Zell vient du latin cella), au centre de l'île. Elle se distingue par un massif occidental et ses portails annexes divisés en une structure tripartite marquée par des lésènes qui trahissent l'intérieur avec une zone d'escalier. Cette architecture est révélatrice de la mise en place d'une esthétique ottonienne (zone septentrionale). Deux cellae annexes sont ensuite fondées aux deux extrémités de l'île, dont subsistent les églises : Niederzell et Oberzell.

## Histoire

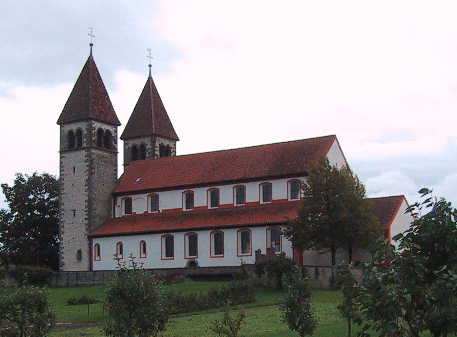
Église Saints-Pierre-et-Paul de Niederzell.

Le monastère est fondé en 724 par l'évêque missionnaire saint Pirmin, à l'époque de l'extension du monachisme colombanien (tout comme l'abbaye voisine de Saint-Gall), puis jouit du soutien des rois carolingiens.
Le premier apogée du monastère se situe à la fin du VIIIe et au IXe siècle. Waldo (v. 740 - † 814 à Paris), abbé de 786 à 806 (et en même temps évêque de Bâle), est le fondateur de l'école de Reichenau où Gottschalk suivit l'enseignement de maître Talon ou Tatton, moine célèbre par son savoir et l'éclat de sa vertu, qui occupa à Reichenau les fonctions de modérateur de l'école.
Heito (Haito) (v. 762 - † 836), abbé de 806 à 823 (et également évêque de Bâle), est le bâtisseur de la première basilique de Mittelzell, et Hatton Ier (v. 850 - † 913), abbé de 888 à 891, puis archevêque de Mayence, construit l'église Saint-Georges d'Oberzell.
La deuxième grande période de Reichenau se situe à l'époque des rois ottoniens, vers l'an mil, avec les évêques « dorés » Witigowo abbé de 985-997, Immon (1006-1008) et Bernon (1008-1048). À cette époque Reichenau est une école d’écriture célèbre qui produit les plus belles enluminures de la Renaissance ottonienne, comme le Codex Egberti et le Psautier d'Egbert, ainsi que les fresques de l’église Saint-Georges ou l'historiographie du célèbre chroniqueur Herman de Reichenau († 1054), surnommé Hermann le Contrefait. Une dernière époque de splendeur de l'abbaye aura lieu pendant le règne de l'abbé Diethelm de Krenklingen (1169-1206).
Le Bas Moyen Âge connaît un rapide déclin du monastère, malgré plusieurs tentatives de réforme. En 1402, il n'y a plus que deux moines.
Au XVe siècle, l'idéal monastique bénédictin reprend du lustre et la cathédrale de Mittelzell est agrandie avec un chœur gothique tardif ; le chroniqueur Gallus Oehem écrit une histoire du monastère.
En 1540, Markus de Knöringen renonce à diriger l'abbaye et se retire à l'évêché de Constance. Reichenau n'est plus qu'un bureau d'administration avec douze moines. L'autosuffisance de la communauté spirituelle sur l'île prend fin avec la dissolution du monastère en 1803, à cause des lois de sécularisation.
Une petite communauté de bénédictins vit à nouveau sur l'île depuis 2001.

## Création légendaire
L'île Reichenau appartenait au domaine d'un noble nommé Sintlas qui habitait le château de Sandeck sur la commune actuelle du Salenstein à l'opposé de la rive suisse. De ce fait, l'île s'est d'abord appelée Sintlas-Au ou Sindleozesauua.
Quand saint Pirmin arrive à Untersee en 724, Sintlas lui demande de construire une chapelle dans la région. Pirmin choisit l'île de Reichenau. Elle était couverte d'une forêt vierge peuplée de serpents, de crapauds et d'insectes.
Pirmin fit des miracles : une source jaillit là où il mit pied sur l'île. La vermine s'enfuit en trois jours en nageant sur le lac.
Le saint et ses compagnons défrichèrent les lieux pour rendre l'île habitable puis fondèrent un premier monastère.

## Culture
Le monastère était un des centres culturels et scientifiques importants des royaumes carolingiens et ottoniens du Haut Moyen Âge.
Entre autres, le monastère de Reichenau fut la résidence de l'abbé Walafrid Strabon qui écrivit en 824 Visio Wettini, et en 827 le premier ouvrage de botanique, Liber de cultura hortorum (« Les Soins des jardins »).
Le plus important et influent abbé de Reichenbau fut Hatton Ier de 888 à 893. Nommé archevêque de Mayence en 891, il fut chancelier et conseiller du roi Arnulf de Carinthie. Hatton accompagne à Rome le roi qui est couronné empereur par le pape en 895. Il y reçoit des mains du pape Formose (891-896) les reliques de saint Georges, point de départ de l'église abbatiale du même nom.
Après le décès d'Arnulf en 899, Hatton devient régent de l'héritier, Louis IV, qui meurt à 18 ans en 911. Lui succèdera, comme roi de Francie orientale, un neveu d'Arnulf, Conrad Ier.

## Manuscrits composés à Reichenau
- Codex Egberti
- Psautier d'Egbert
- Livre des Péricopes d'Henri II
- Évangéliaire d'Otton III
- Évangéliaire de Reichenau

Les gloses de Reichenau, manuscrit fondamental pour l'histoire de la langue française, n'ont pas été composées à Reichenau mais à Corbie en Picardie ; elles doivent leur nom au fait qu'elles furent redécouvertes à Reichenau en 1863 par le philologue Adolf Holtzmann (en).

## Sépultures à l’abbaye
- Gérold Ier de Vintzgau
- Charles le Gros
- Burchard III de Souabe
- Hermann Ier de Souabe

### Source
- Helmut Maurer (dir.), Die Abtei Reichenau, Jan Thorbeke Verlag, 1974, 600 p., très nombreuses ill. plans, en noir ou en couleurs.